# لسنوی (شهرستان پروومایسکی، سرزمین آلتای)
لسنوی (به لاتین: Lesnoy) یک منطقهٔ مسکونی در روسیه است که در سرزمین آلتای واقع شده‌است.